# Javier Fragoso
Javier Gonzalo Fragoso Rodríguez (Ciudad de México, 19 de abril de 1942-Cuernavaca, 28 de diciembre de 2014) fue un futbolista mexicano que se desempeñaba como delantero.

## Trayectoria
Vistió la camiseta del Club América durante su carrera, donde debutó en 1963 y logró posicionarse como uno de los máximos anotadores de la historia americanista; en la 1970-71 pasó al Zacatepec; recién ascendido, en 1972 al Torreón; en la 72-73 al Puebla y regresó en 1973 a la selva cañera, quedándose a vivir en la ciudad de Cuernavaca, donde lamentablemente dejó de existir. Jugó 219 partidos, dentro del campeonato de Liga, y logró el cetro de Primera División en la campaña 1965-66, además de dos de Copa México, en 1964 y 1965.

## Selección nacional
Fragoso debutó con la Selección nacional el 1 de abril de 1965, entrando de cambio contra Antillas Neerlandesas, en la segunda jornada del segundo Torneo de Naciones de la incipiente Confederación Norte, Centroamericana y del Caribe (Concacaf). Ingresó para el segundo tiempo y logró dos anotaciones a los minutos 57 y 85 para imponer la marca al presentarse de esa manera, en permuta, y capitalizando tres goles. El récord prevaleció por más de una década hasta que Víctor Rangel lo superara, frente a Haití, en el primer juego del hexagonal eliminatorio rumbo a la Copa del Mundo de Argentina 1978, conocido más como Premundial. 
El 8 de mayo de 1969, Javier Fragoso anotó los dos goles de la segunda victoria del equipo mexicano en Europa, contra Noruega, en Oslo. Con ese par de anotaciones, Chalo llegaba a 16 tantos con el representativo mexicano de categoría mayor, superando los 15 de Horacio Casarín y Enrique Borja, que lo convertían en el mejor goleador de la Selección Mexicana, privilegio que le duró 14 días, ya que, el día 22 del mismo mes, el Cyrano hacía otro par ante Perú, rebasando a Fragoso y adueñándose definitivamente del liderato hasta abril de 1997, cuando fue rebasado por Carlos Hermosillo.
Fragoso se mantuvo detrás de Borja y como segundo mejor anotador en la historia del tricolor durante casi tres décadas, hecho que por sí habla del valor de su trayectoria y lo confirman los rivales a los que les perforó su meta: Paraguay con tres, Argentina, Noruega, Antillas Neerlandesas y Jamaica con dos cada uno, mientras que a Brasil, Chile, Colombia, Dinamarca, Estados Unidos y Haití les hizo uno.  Ese contra Brasil fue el 31 de octubre de 1968 que selló la única victoria mexicana que tiene contra el Scratch en el estadio Mario Filho, de Maracaná. Jugó en la selección de fútbol de México que participó en la Copa Mundial de Fútbol de 1966 y en la Copa Mundial de Fútbol de 1970, en la que anotó un gol a El Salvador.

### Participaciones en Juegos Olímpicos
| Torneo                   | Sede  | Resultado    |
| ------------------------ | ----- | ------------ |
| Juegos Olímpicos de 1964 | Tokio | Primera fase |

### Participaciones en Copas del Mundo
| Mundial                        | Sede       | Resultado        |
| ------------------------------ | ---------- | ---------------- |
| Copa Mundial de Fútbol de 1966 | Inglaterra | Primera fase     |
| Copa Mundial de Fútbol de 1970 | México     | Cuartos de final |

## Palmarés

### Títulos nacionales
| Título           | Equipo       | País   | Año     |
| ---------------- | ------------ | ------ | ------- |
| Copa México      | Club América | México | 1963-64 |
| Copa México      | Club América | México | 1964-65 |
| Primera División | Club América | México | 1965-66 |

### Títulos internacionales
| Título                                | Equipo | País      | Año  |
| ------------------------------------- | ------ | --------- | ---- |
| Campeonato de Naciones de la Concacaf | México | Guatemala | 1965 |

### Distinciones individuales
| Distinción                                                  | Año  |
| ----------------------------------------------------------- | ---- |
| Máximo goleador de los Juegos Centroamericanos y del Caribe | 1962 |